# Psychotria mariana
Psychotria mariana là một loài thực vật có hoa trong họ Thiến thảo. Loài này được Bartl. ex DC. miêu tả khoa học đầu tiên năm 1830.

## Hình ảnh

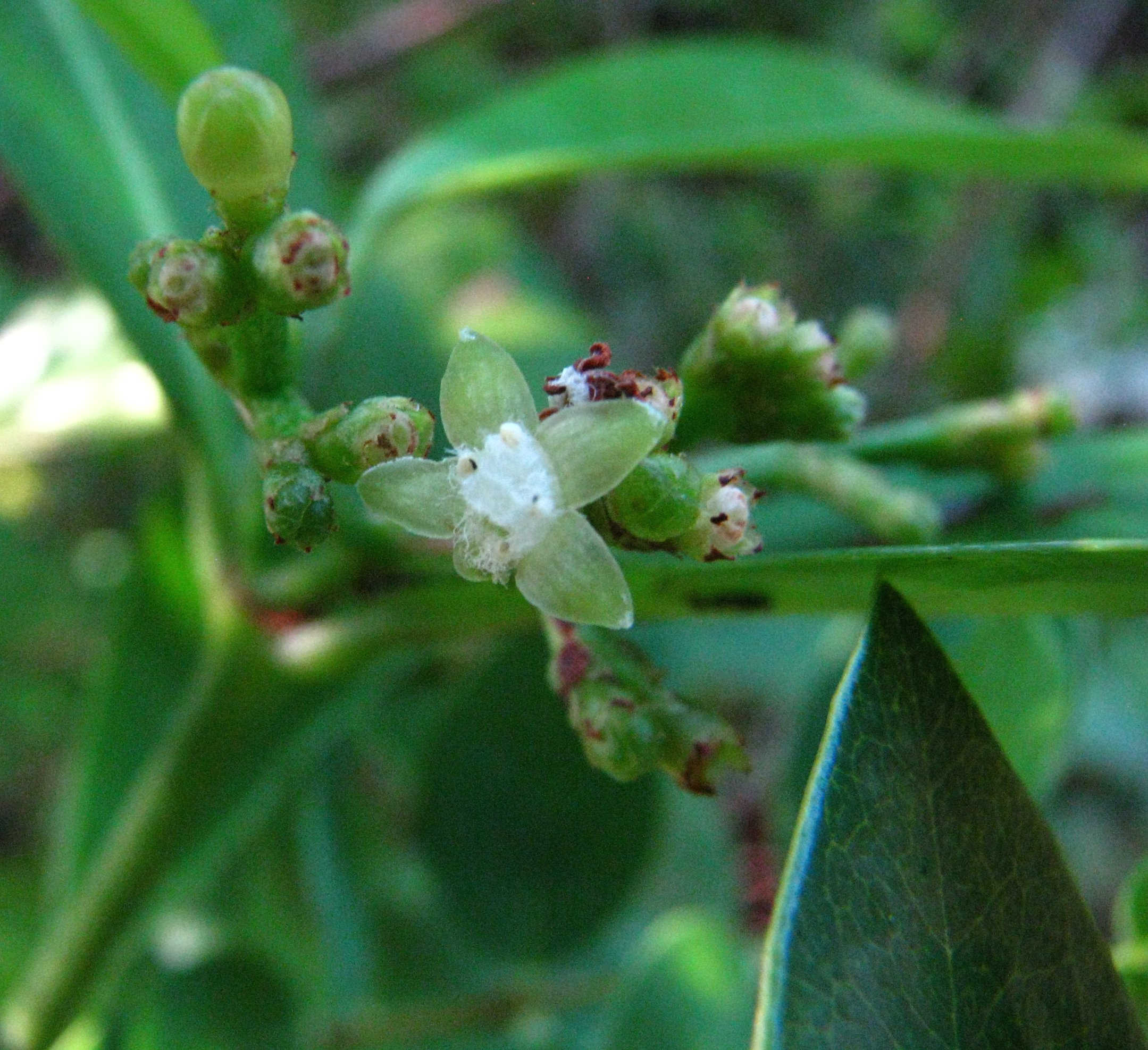